# Escanaba (Michigan)
Escanaba település az Amerikai Egyesült Államok Michigan államában, Delta megyében, melynek megyeszékhelye is. Lakosainak száma 12 450 fő (2020. április 1.).

## Népesség
A település népességének változása:

| 2010 | 12 616 |
| 2020 | 12 450 |